# Nergal és Ereskigal
A Nergal és Ereskigal mítosz akkád nyelvű epikus költemény. Keletkezése az i. e. 2. évezred közepére tehető, az óbabiloni kor utolsó szakaszára, vagy a babiloni kasszita kor elejére. Nem sokkal későbbi az egyiptomi változata sem, amely Ehnaton fővárosának levéltárából, az Amarna-levelek közül került elő (EA#357). Ehnaton a kasszita dinasztia egyik uralkodójával, II. Burnaburiassal levelezett. Újasszír verziója is ismert Assur-bán-apli híres ninivei könyvtárából.
A cselekmény az akkád mitológia egy jellegzetességét magyarázza meg. Nergal, aki a Nap istene, és a mitológia polarizálódásával párhuzamosan az alvilággal azonosul. Az azonosítást Ereskigal személye teszi lehetővé, de összefügg a Nap pusztító perzselésével, a temetetlen halottak bomlásával járó pestissel. Az eposzköltészet középső szakaszából származik, amikor a sumer irodalmi toposzok még élénken éltek, de a szemita hagyományok is kiforrottak. Az eposz kezdete:
Lakomát ültek a nagy istenek.
Nővérükhöz, Ereskigálhoz,
hírmondót szalasztottak a pokolba:
„Édes nénénk, mi hozzád le-lenézünk,
te meg minket soha nem látogatsz meg!
Küldj hát valakit, hogy a rádeső részt
asztalodra vigye asztalunkról!"
Ereskigal Namtart, vezérét,
küldötte el.Namtar fölérvén,
a magas menny termébe lépett.
Egy hijjával köszöntötték is
a lakomázók Namtart, pokolbéli
nénjük gyorslábú-nyelvű hírmondóját.
Rákos Sándor fordítása

## A Történet
Lakomát ültek az istenek égi palotájukban, amelyen egyedül az Alvilág istennője, Ereskigal nem vett részt, habár őt is meghívták. Az istennő maga helyett Namtart, a sorsistent küldte fel az égbe, akit az istenek az úrnőjének kijáró tisztelettel fogadtak, az egyik isten, Nergal azonban nem üdvözölte a követet. 
Ereskigál megharagudott és visszaküldte Namtart, hogy követelje Nergál "kiadatását", akit a saját kezével meg akart ölni.
Hozzátok elém azt az istent,
aki hírnököm előtt föl nem állott,
hadd ölöm meg puszta kezemmel!
Nergál nagyon megijedt, elkeseredésében Éa istenhez fordult segítségért, aki tizennégy ("hét s még egyszer hét") szellemet bocsátott rendelkezésére, hogy azok segítségével védje meg magát. Nergál a szellemekkel lement az Alvilágba és bebocsáttatást kért. Amikor bebocsátották, a hét szellem megrohanta az Alvilágot és mid a hét kaput elfoglalták. Nergál meg akarta ölni Ereskigált, ez azonban felajánlotta az életéért cserébe a kezét és az Alvilág fölötti uralmat, amelyet Nergál el is fogadott.